# Lithraea brasiliensis
Lithraea brasiliensis är en sumakväxtart som beskrevs av March.. Lithraea brasiliensis ingår i släktet Lithraea och familjen sumakväxter. Inga underarter finns listade i Catalogue of Life.